# 篠塚徹
篠塚 徹（しのつか とおる、1941年10月15日 - ）は、日本の研究者。元拓殖大学北海道短期大学学長、元拓殖大学教授、元国際協力銀行理事。東京都出身。
武蔵大学経済学部卒業後、35年間、国際協力銀行（JBIC）にて、開発途上国との経済協力に従事し、人々が宇宙船地球号で協働し、共存していくことの大切さを痛感した。趣味は、ハイキング、途上国の農村逍遥など
国際協力銀行（JBIC）を理事職を最後に2000年3月に退職。2000年4月、拓殖大学国際開発学部教授。04年4月、拓殖大学国際開発学部長。08年4月、拓殖大学副学長。09年4月から拓殖大学北海道短期大学学長。2023年拓殖大学北海道短期大学退職。拓殖大学名誉教授。